# Sedol代码
SEDOL是證券交易所每日官方牌價股票號碼(Stock Exchange Daily Official List)的简称,在英国和爱尔兰常被用于证券交割系统,它是识别股票的一种代码。伦敦股票交易所使用SEDOL代码为指定的发行股票编码。对于在英国发行的股票而言,SEDOL代码可以被用作股票识别码(NSIN)的一种,就像國際證券識別碼 ISIN一样。

## 描述
SEDOL代码由七位字符组成，通常为6个字母加一个校验码两部分。在2004年1月26号之前，SEDOL仅包含数字，对于发行时间较长的SEDOL代码来说，通常是以“6”开头，比如一些来自亚洲和非洲国家的股票。而来自英国和爱尔兰的股票则通常以“0”或“3”开头，欧洲其他地区的股票则以“4”“5”“7”开头，美洲股票的SEDOL为“2”开头。
2004年1月26号之后，SEDOL代码更改为字母加数字，以代码B000009为开端，字符连续发放。所有新发的SEDOL代码以字母为首，字符中不会包含元音字母。